# 屯門碼頭

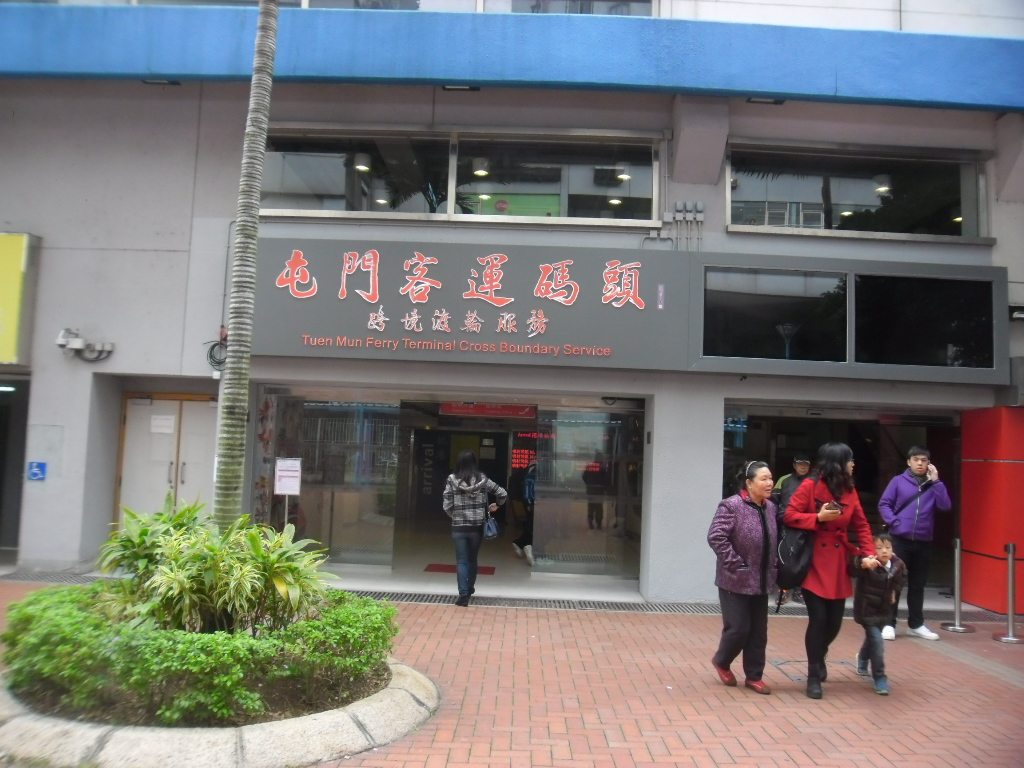
屯門碼頭西翼（往澳門及珠海）入口

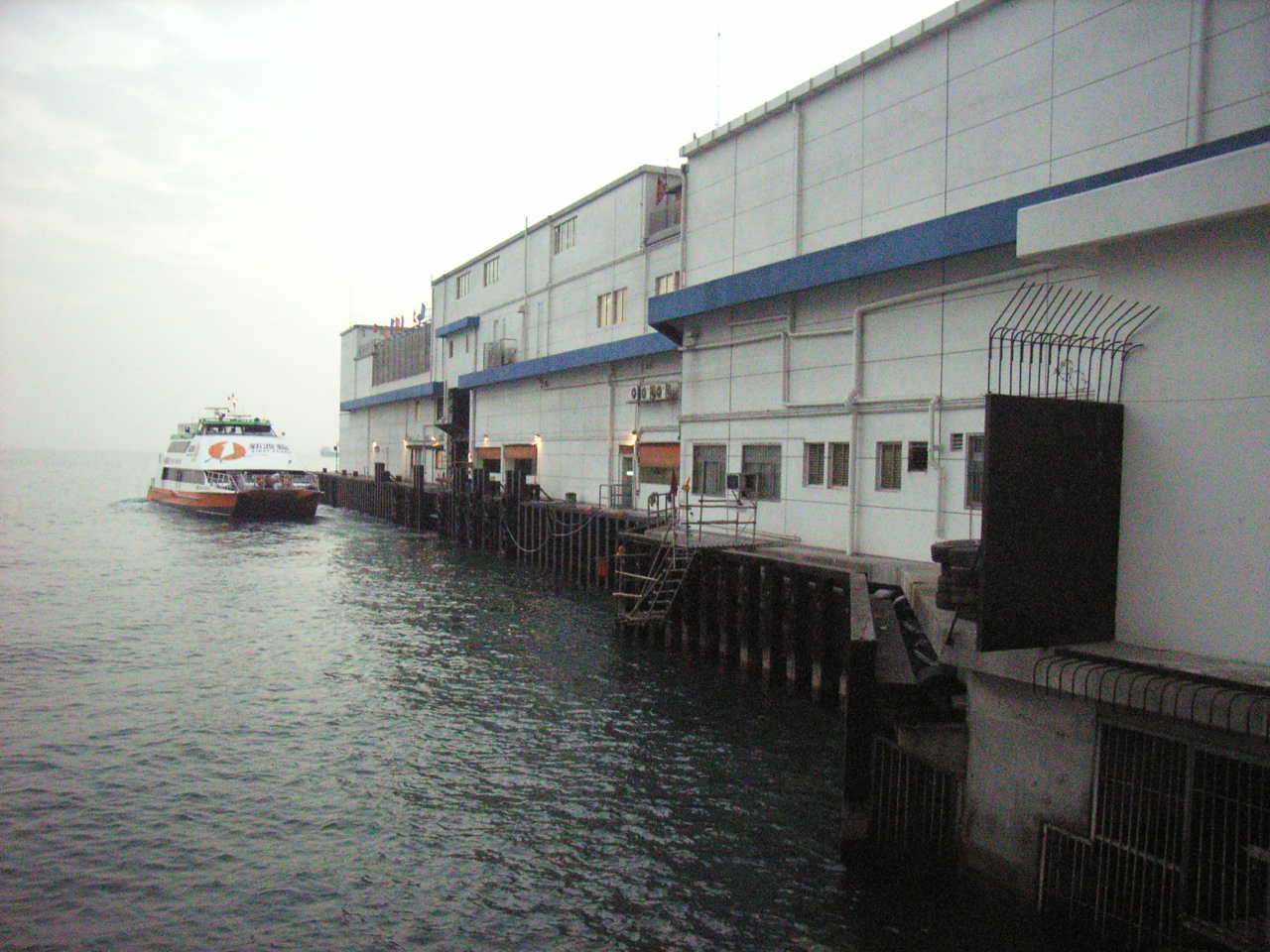
屯門碼頭及渡輪

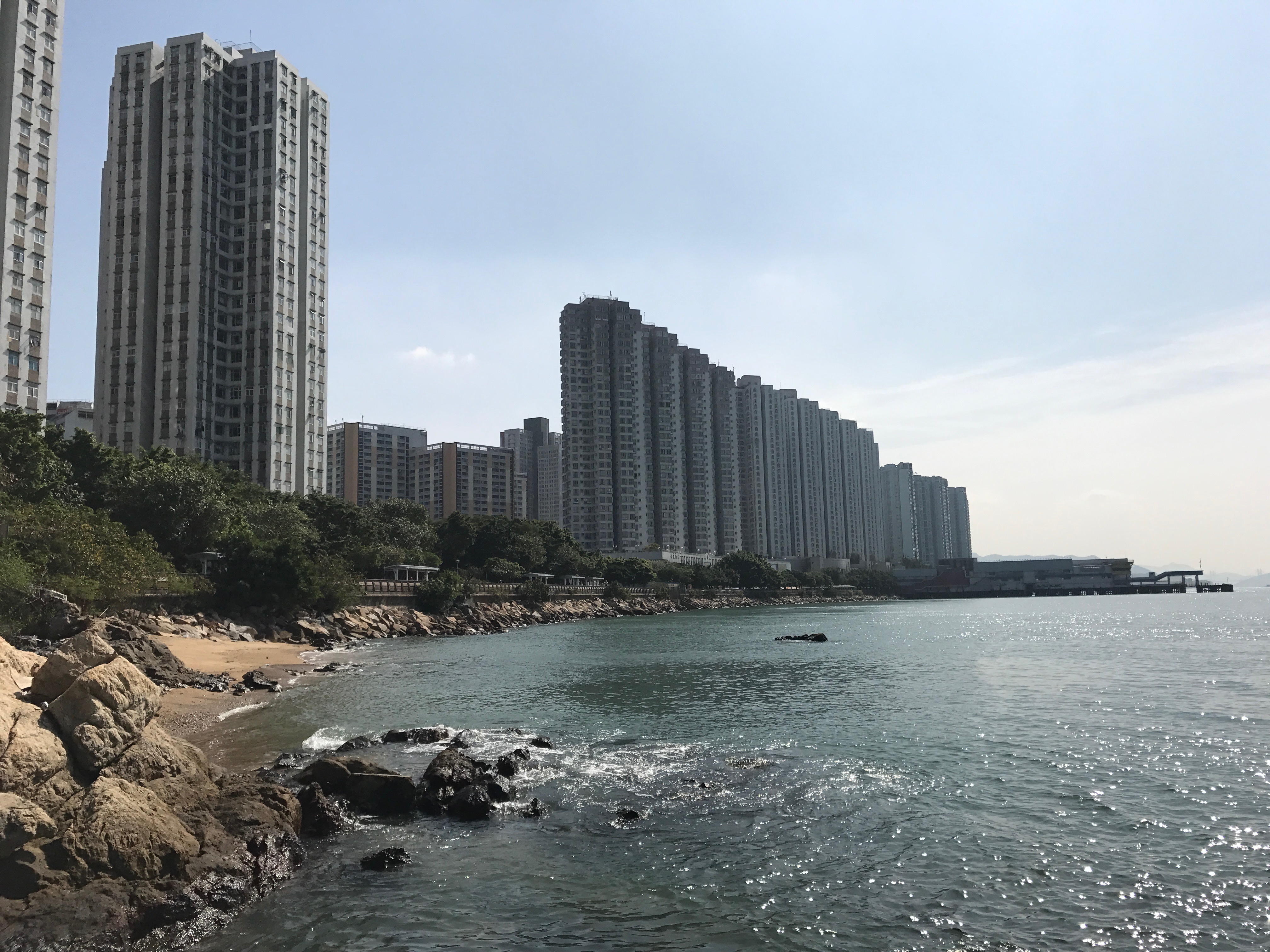
屯門碼頭全景

屯門碼頭（英語：Tuen Mun Ferry Pier，又稱屯門客運碼頭、屯門渡輪碼頭）是香港新界屯門新市鎮蝴蝶灣的渡輪碼頭，亦為香港第三個連接港澳碼頭，位於蝴蝶灣、海翠花園對出，於1986年11月啟用。

## 歷史

### 二十世紀
早在1920年代，油麻地小輪曾經開辦一條由中環往大澳的渡輪航線，途中經青衣、荃灣、汀九、青山灣等地。但航線較迂迴，航程需2至3個小時，而且每天只開一班。此航線乃屯門最早到港島的交通。此外昔日青山灣也有來往赤鱲角及東涌的街渡。
屯門新市鎮發展後，對交通的需求十分殷切。為舒緩屯門公路的負擔，小輪公司看準屯門至港島的需求，於1981年10月19日從該航線中分拆出新線，往來中環至屯門，全線採用飛翔船航行，每天早上至傍晚提供服務。工務司署先於1981年5月委托油蔴地小輪公司於友愛邨的南面（即現時豐景園附近，翠寧花園現址）興建臨時碼頭，及後決定於蝴蝶灣興建一個永久渡輪碼頭，於1986年11月落成啟用。初期碼頭提供往中環之飛翔船服務，往中環碼頭僅需40分鐘，可避開屯門公路的擠塞，配合在1988年通車的輕鐵屯門碼頭站，為元朗居民乘船到中環帶來方便，所以該碼頭的高速渡輪服務在當時受到屯門及元朗一帶的居民歡迎，更成為新界航線中最多客量及營收最高的一條，因此到後期不但增設雙體船服務，更增添屯門至灣仔，以及中環至黃金海岸的航線。1991年，屯門區的地區人士已倡議在屯門碼頭開辦澳門航線，但當時政府以碼頭空間不足，難以增設出入境設施，投資額過高，以及當時的跨境客運碼頭未達飽和等原因拒絕建議。
當年油麻地小輪於1981年10月19日開辦來往屯門至中環線（經佐敦道），使用飛翔船航行：
- 來往屯門至中環線於1984年3月1日起增設夜航服務
- 信德船務於1999年4月1日起接辦來往屯門至中環線
- 信德船務於2000年7月17日停辦來往屯門至中環線

然而，隨著中環碼頭搬遷，加上1997年西區海底隧道落成後，途經西區海底隧道往香港島的九巴960線（來往屯門建生邨至灣仔碼頭，經良景、大興、屯門市中心、屯門公路、汀九大橋、長青隧道、西九龍公路、上環、中環及金鐘）及961線（來往山景邨至灣仔會展，經屯門大會堂、安定友愛商場、海典軒、屯門公路、汀九大橋、長青隧道、西九龍公路、上環、中區、金鐘）投入服務後，大大縮減來往屯門及香港島的時間，而且收費較渡輪低廉（當時渡輪的收費是港幣20多元，而且未包括轉乘輕鐵的費用），不像渡輪容易受天氣影響，再加上毋須轉車的方便，故此搶去絕大部份渡輪乘客，導致香港小輪於1999年4月1日起改由信德船務接辦，不過客運量未有改善。另外城巴962線系路線（往來屯門南部至香港島）於1998年上半年的開辦和同年大欖隧道通車，令渡輪的客量更雪上加霜，加上渡輪收費昂貴，但服務沒有改善，最後支持不住，航線最終於2000年7月永久停航，接近80年的屯門至中環的渡輪服務歷史正式劃上句號。

### 二十一世紀
愉景灣航運曾經在此開辦來往赤鱲角碼頭及東涌發展碼頭的航線，後於2003年停航，由新渡輪接辦，於2004年，因為赤鱲角碼頭停用而改為東涌來往屯門。
新渡輪也曾經在此開辦來往屯門、東涌、沙螺灣、大澳之渡輪服務的航線，後於2005年9月2日改由富裕小輪營辦，同時改由慧豐園公眾碼頭上落；而東涌來往屯門的渡輪亦於2008年7月1日一度停辦，其間兩度重新招標無人問津，由龍運巴士T39線取代，直至2008年9月16日富裕小輪加開來往屯門至東涌直航班次，T39線亦於同日停止服務。2009年3月23日，此兩航線改回於屯門碼頭上落。

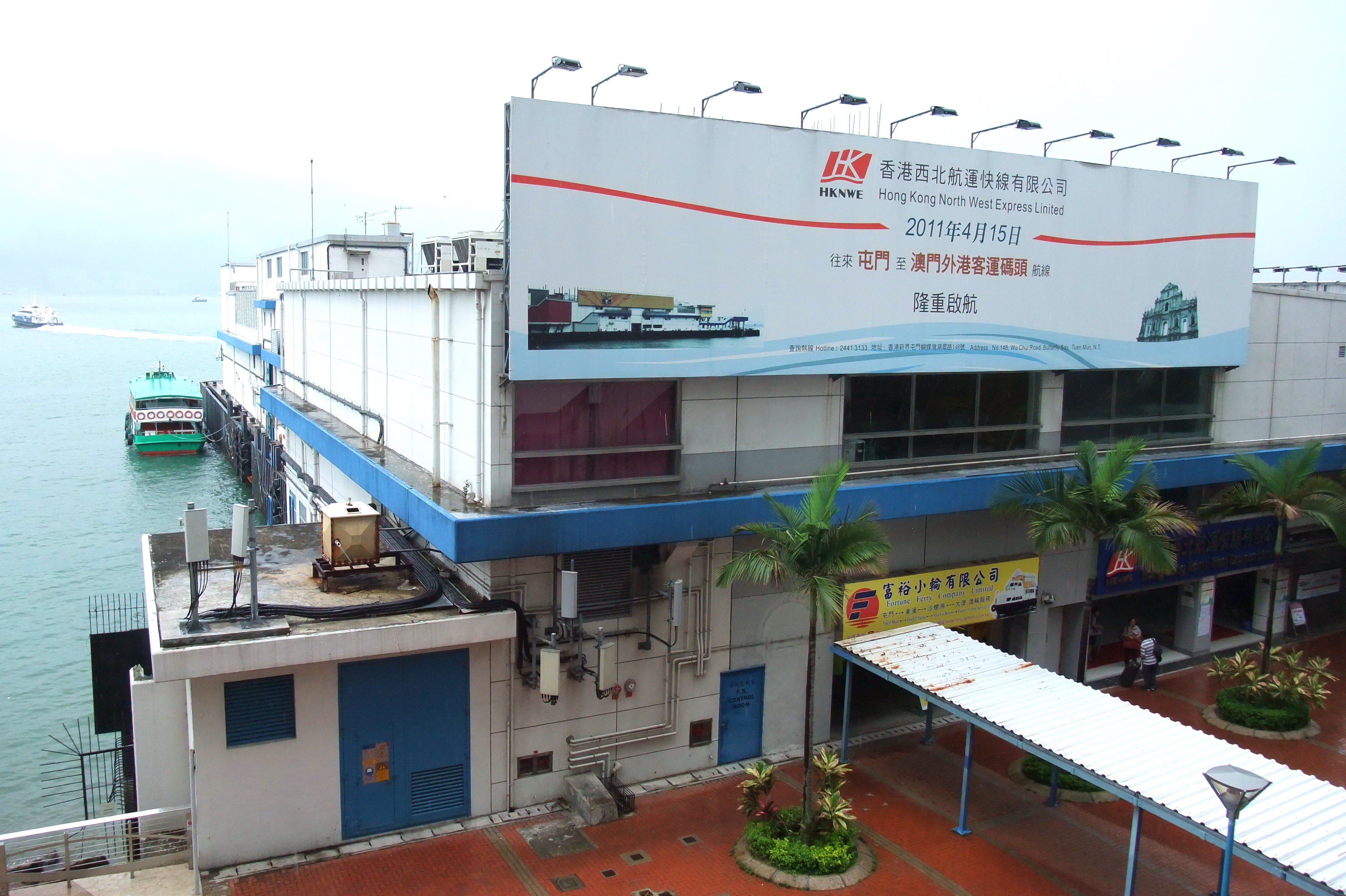
屯門碼頭東翼，可見當時慶祝「西北航運」通航廣告

2003年，香港特區政府終於決定將屯門碼頭發展成為繼港澳碼頭和中國客運碼頭之後第三個跨境碼頭，於年底公開招標，最後由西北航運公司投得，原計劃開辦往澳門航線，但澳門特區政府港務局基於外港客運碼頭泊位不足及中國客運碼頭可應付需求等技術和安全考慮，否決申請。由於申請不獲批准，承辦商西北航運改辦至珠海九洲港的海上客運航線服務。該碼頭長遠計劃是把航線則擴展至珠江三角洲，亦堅持要成功開辦澳門航線。
而碼頭的改建工程經過多番延誤後，最終於2005年6月23日正式開始，於2006年9月初完成，於2006年11月3日開幕，於11月4日正式啟航。跨境碼頭有三個泊位，每小時可處理800名過境旅客。
上市公司九洲發展（珠海控股投資前身）與母公司九州港務分別持有49%及51%的珠海高速客輪，與另一上市公司奧瑪仕（奧瑪仕國際前身）控股姊妹公司西北航運結成聯盟，於11月4日開辦來往屯門至珠海九洲港航線。九洲發展斥資4000萬元為該航線添置兩艘高速客輪「海弛」、「海琨」及提供船員，而西北航運則負責投資碼頭配套。珠海高速客輪計劃再斥資4,000萬元購入兩艘高速客輪，以應付未來屯門至澳門航線的需求。
2007年6月15日，西北航運再增添一条由屯門往來蛇口客運碼頭的航線。但在同年10月10日，西北航運宣佈於同月11日起暫停營運往返屯門至珠海的航線，直至另行通知為止。而往來屯門與蛇口之渡輪服務，則維持不變。
2010年7月9日，香港政府為碼頭的跨境客運刊憲招標，中標者必須每周營辦最少14次往來屯門客運碼頭和澳門的航班，並可選擇提供服務往來珠三角的內地城市。
2010年12月16日起，因屯門碼頭內部裝修關係，西北航運暫停屯門至蛇口之渡輪服務。在當年，使用屯門客運碼頭往返中國大陸的旅客，只有約1,000人次。
2011年1月13日，澳門港務局宣佈向西北航運公司發出定期海上客運准照及外港客運碼頭往來香港屯門客運碼頭的海上航線許可。4月15日，西北航運公司正式開辦屯門至澳門之渡輪服務。可是因乘客量低，西北航運在2012年7月1日宣佈往來澳門的航線停航，其後更於同年9月12日正式結業。
2012年9月6日，西北航運表示於9月10日終止屯門客運碼頭的租賃協議和交還屯門客運碼頭，屯門至澳門的跨境渡輪服務亦正式結束。碼頭因而空置。
2013年下半年，海事處表示正在着手籌備再次就屯門客運碼頭公開招標，出租予有意營運跨境渡輪服務的商營機構，並且會以租賃協議形式出租，收取租金旨在抵銷政府的淨成本，故此需要按此原則計算租金。運輸及房屋局指出，由於現有的港澳碼頭及中港客運碼頭仍然有足夠的處理能力，故此無計劃開設第三個由政府管理的跨境渡輪碼頭。一直爭取復辦跨境渡輪服務的屯門區議會多名議員批評海事處若然以市值招租，租金達逾兩百萬港元，恐怕將會嚇退船公司而引致流標。有區議員收集逾兩千名屯門區居民的簽名，要求海事處以公營或者以優惠價招租碼頭，吸引新經營者。
2015年5月中，運輸及房屋局稱將會再為屯門碼頭展開招標，物色營辦商經營往來屯門至澳門及珠江三角洲中國大陸城市的跨境客運渡輪服務，租約為期7年，航線最早於2016年1月投入服務。
2015年10月28日，海事處經公開招標後，決定將屯門碼頭租予信德中旅船務管理有限公司旗下的港澳飛翼船有限公司。租金每月468萬元，為期7年。根據協議，港澳飛翼每周要提供至少14班來回屯門至澳門的航班，預計2016年首季先提供往來澳門的渡輪服務，然後再提供連接其他珠三角區內主要口岸的服務。
2016年1月28日，屯門至澳門外港客運碼頭及深圳機場福永碼頭的客輪服務啟航，由噴射飛航營運。由此，噴射飛航取得全部三個香港往來澳門碼頭之營運權。澳門航線首階段每日提供8個航班，並計劃3月起逐漸增加航班。屯門首班航班於下午3時10分開出；澳門首班航班則於下午4時10分開出。航程約40分鐘，較來往上環港澳碼頭至澳門的船程約快15分鐘。
2016年9月15日，屯門至珠海九洲港的跨境渡輪投入服務。
2019年4月10日起，屯門至珠海九洲港的跨境渡輪停止服務。
2020年1月28日，政府鑑於2019冠状病毒病疫情擴散，宣佈包括此碼頭在內的若干個跨境口岸，將於同月30日凌晨零時起暫停服務，是屯門碼頭首次在八號及以上熱帶氣旋警告生效以外情況而需緊急關閉。
2020年3月3日，富裕小輪的屯門至機場第三條跑道西工地航線投入服務，由屯門渡輪碼頭來往第三條跑道西工地。此航線主要方便工人到機場第三條跑道西工地上班，一般乘客不能乘搭。
2021年6月1日，政府表示噴射飛航已正式向政府提出終止有關的租賃協議，並於同年6月8日交還屯門客運碼頭予政府，意味因應2019冠狀病毒病疫情和屯門-赤鱲角隧道通車而暫停的屯門至澳門跨境客運渡輪服務將會因此正式結束。

## 渡輪服務航線
本地航線：
富裕小輪
- 屯門碼頭 ↔ 東涌新發展碼頭 ↔ 沙螺灣 ↔ 大澳
- 屯門碼頭 ↔ 三跑西工地 （只准工人乘搭）

### 過往航線
跨境航線：
- 西北航運
  - 屯門碼頭 ↔ 珠海九洲港
  - 屯門碼頭 ↔ 深圳蛇口客運碼頭
  - 屯門碼頭 ↔ 澳門外港客運碼頭
- 噴射飛航（使用宇航20XX系雙體船，有時會使用斐聲FlyingCat雙體船）
  - 屯門碼頭 ↔ 澳門外港客運碼頭
  - 屯門碼頭 ↔ 澳門氹仔客運碼頭
  - 屯門碼頭 → 珠海九洲港（由珠江客船與珠海高速客轮（九洲蓝色干线）營運）

本地航線：
- 香港小輪/信德船務
  - 屯門碼頭 ↔ 中環

## 接駁交通

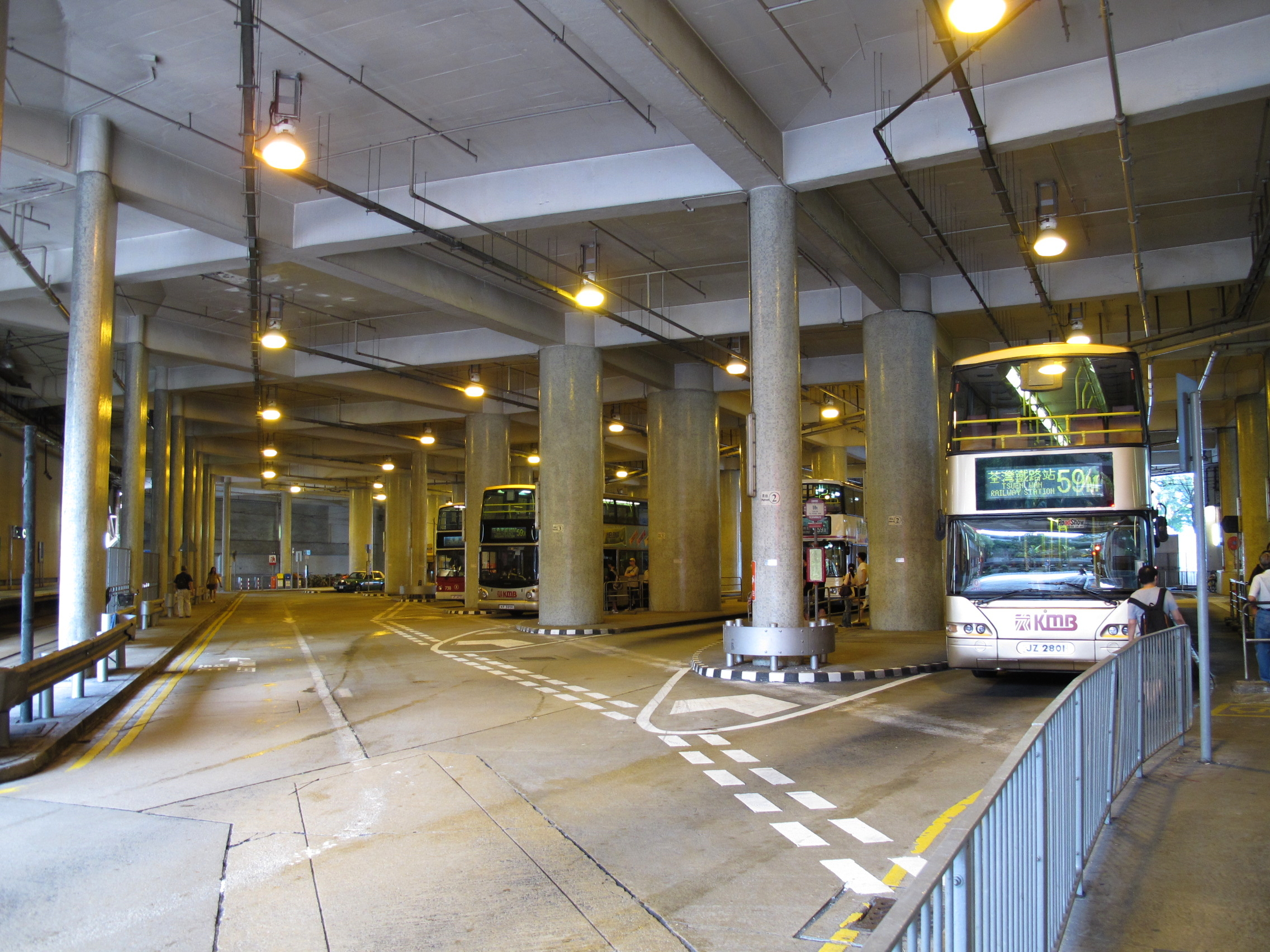
屯門碼頭公共運輸交匯處

在屯門碼頭旁邊的海翠花園地面層，是一個公共交通交匯處，內有巴士及輕鐵總站。

### 輕鐵服務
輕鐵的屯門碼頭站，代號001，屬單程車票第1收費區，共有6條輕鐵路線在此站為總站，包括：
- █  507 屯門碼頭 ↔ 田景
- █  610 屯門碼頭 ↔ 元朗（經大興、澤豐）
- █  614 屯門碼頭 ↔ 元朗（經杯渡、景峰）
- █  614P 屯門碼頭 ↔ 兆康
- █  615 屯門碼頭 ↔ 元朗（經良景、建生）
- █  615P 屯門碼頭 ↔ 兆康